# Bahnrad-Weltcup 2000
Der UCI-Bahnrad-Weltcup 2000 war ein Wettbewerb im Bahnradsport, der in mehreren Läufen zwischen dem 19. Mai und dem 13. August 2000 ausgetragen wurde.

## Resultate

### Männer
| Disziplin                               | Sieger                                                                     | Zweiter                                                                           | Dritter                                                                       |
| Moskau, Russland – 19. bis 21. Mai      | Moskau, Russland – 19. bis 21. Mai                                         | Moskau, Russland – 19. bis 21. Mai                                                | Moskau, Russland – 19. bis 21. Mai                                            |
| --------------------------------------- | -------------------------------------------------------------------------- | --------------------------------------------------------------------------------- | ----------------------------------------------------------------------------- |
| Keirin                                  | Jan van Eijden                                                             | Pavel Buráň                                                                       | Ainārs Ķiksis                                                                 |
| 1000-Meter-Zeitfahren                   | Hervé Thuet                                                                | José Antonio Escuredo                                                             | Jason Queally                                                                 |
| Einerverfolgung                         | Jens Lehmann                                                               | Francis Moreau                                                                    | Alexei Markow                                                                 |
| Mannschaftsverfolgung                   | Russland Denis Smyslow Wladimir Karpez Eduard Grizun Alexei Markow         | Deutschland Jens Lehmann Christian Bach Sebastian Siedler Andreas Müller          | Frankreich Damien Pommereau Cyril Bos Philippe Ermenault Francis Moreau       |
| Sprint                                  | Laurent Gané                                                               | Roberto Chiappa                                                                   | Jan van Eijden                                                                |
| Punktefahren                            | Lubor Tesař                                                                | Franz Stocher                                                                     | Joan Llaneras                                                                 |
| Teamsprint                              | Spanien Salvador Meliá José Antonio Villanueva José Antonio Escuredo       | Vereinigtes Königreich Chris Hoy Jason Queally Craig MacLean                      | Lettland Ivo Lakučs Ainārs Ķiksis Viesturs Bērziņš                            |
| Zweier-Mannschaftsfahren                | Dänemark Jacob Filipowicz Jimmy Hansen                                     | Österreich Franz Stocher Roland Garber                                            | Belgien Matthew Gilmore Frank Corvers                                         |
| Cali, Kolumbien – 26. bis 28. Mai       |                                                                            |                                                                                   |                                                                               |
| Keirin                                  | Ivan Vrba                                                                  | Darryn Hill                                                                       | Roberto Chiappa                                                               |
| 1000-Meter-Zeitfahren                   | Arnaud Dublé                                                               | Shane Kelly                                                                       | Garen Bloch                                                                   |
| Einerverfolgung                         | Dylan Casey                                                                | Gary Anderson                                                                     | Robert Slippens                                                               |
| Mannschaftsverfolgung                   | Neuseeland Timothy Carswell Greg Henderson Lee Vertongen Gary Anderson     | Australien Graeme Brown Brent Dawson Ashley Hutchinson Stephen Worldridge         | Vereinigte Staaten Dylan Casey Derek Bouchard-Hall Erin Hartwell Tommy Mulkey |
| Sprint                                  | Marty Nothstein                                                            | Vincent Le Quellec                                                                | Florian Rousseau                                                              |
| Punktefahren                            | Marlon Perez                                                               | Franz Stocher                                                                     | Glen Thompson                                                                 |
| Teamsprint                              | Spanien Salvador Meliá José Antonio Villanueva José Antonio Escuredo       | Frankreich Arnaud Dublé Vincent Le Quellec Florian Rousseau                       | Griechenland Dimitris Georgalis George Himoneatos Lambros Vasilopoulos        |
| Zweier-Mannschaftsfahren                | Australien Ashley Hutchinson Graeme Brown                                  | Neuseeland Timothy Carswell Glen Thompson                                         | Österreich Werner Riebenbauer Franz Stocher                                   |
| Mexiko-Stadt, Mexiko – 16. bis 18. Juni |                                                                            |                                                                                   |                                                                               |
| Keirin                                  | Roberto Chiappa                                                            | Eyk Pokorny                                                                       | Jobie Dajka                                                                   |
| 1000-Meter-Zeitfahren                   | Arnaud Tournant                                                            | Ben Kersten                                                                       | Grzegorz Krejner                                                              |
| Einerverfolgung                         | Stefan Steinweg                                                            | Andrea Collinelli}                                                                | Philippe Ermenault                                                            |
| Mannschaftsverfolgung                   | Italien Mario Benetton Andrea Collinelli Mauro Trentini Ivan Quaranta      | Niederlande John den Braber Jens Mouris Robert Slippens Wilco Zuijderwijk         | Frankreich Franck Perque Philippe Ermenault Fabien Merciris Julien Tejada     |
| Sprint                                  | Eyk Pokorny                                                                | Mickaël Bourgain                                                                  | Viesturs Bērziņš                                                              |
| Punktefahren                            | Matthew Gilmore                                                            | Wilco Zuijderwijk                                                                 | Adriano Baffi                                                                 |
| Teamsprint                              | Frankreich Arnaud Dublé Arnaud Tournant Mickaël Bourgain                   | Deutschland Carsten Bergemann Matthias John Eyk Pokorny                           | Lettland Viesturs Bērziņš Ainārs Ķiksis Ivo Lakučs                            |
| Zweier-Mannschaftsfahren                | Spanien Joan Llaneras Isaac Gálvez                                         | Italien Adriano Baffi Marco Villa                                                 | Schweiz Kurt Betschart Bruno Risi                                             |
| Turin, Italien – 14. bis 16. Juli       |                                                                            |                                                                                   |                                                                               |
| Keirin                                  | Ainārs Ķiksis                                                              | José Antonio Villanueva                                                           | Mickaël Bourgain                                                              |
| 1000-Meter-Zeitfahren                   | Stefan Nimke                                                               | Grzegorz Krejner                                                                  | Andrei Winokurow                                                              |
| Einerverfolgung                         | Serhij Matwjejew                                                           | Mauro Trentini                                                                    | Robert Karsnicki                                                              |
| Mannschaftsverfolgung                   | Italien Adler Capelli Cristiano Citton Andrea Collinelli Mauro Trentini    | Ukraine Oleksandr Symonenko Ljubomyr Polatajko Oleksandr Fedenko Serhij Matwjejew | Vereinigtes Königreich Bradley Wiggins Paul Manning Chris Newton Bryan Steel  |
| Sprint                                  | Ainārs Ķiksis                                                              | Matthias John                                                                     | Viesturs Bērziņš                                                              |
| Punktefahren                            | Cho Ho-Sung                                                                | Eduard Grizun                                                                     | Marlon Perez                                                                  |
| Teamsprint                              | Polen Grzegorz Krejner Konrad Czajkowski Marcin Mientki                    | Deutschland Stefan Nimke René Wolff Matthias John                                 | Vereinigtes Königreich Neil Campbell Chris Hoy Jason Queally                  |
| Zweier-Mannschaftsfahren                | Slowakei Martin Liška Jozef Žabka                                          | Italien Silvio Martinello Marco Villa                                             | Belgien Matthew Gilmore Etienne De Wilde                                      |
| Ipoh, Malaysia – 11. bis 13. August     |                                                                            |                                                                                   |                                                                               |
| Keirin                                  | abgesagt                                                                   | abgesagt                                                                          | abgesagt                                                                      |
| 1000-Meter-Zeitfahren                   | Arnaud Dublé                                                               | Teun Mulder                                                                       | Matthew Sinton                                                                |
| Einerverfolgung                         | Ondřej Sosenka                                                             | Robert Karsnicki                                                                  | Gary Anderson                                                                 |
| Mannschaftsverfolgung                   | Neuseeland Brendon Mark Cameron Greg Henderson Lee Vertongen Gary Anderson | Polen Grzegorz Mrozinski Robert Karsnicki Sebastian Jezierski Szymon Kurdynowsky  | Iran Amir Zargari Moussa Arbati Alireza Haghi Abbas Saeidi Tanha              |
| Sprint                                  | Mickaël Bourgain                                                           | Matthias John                                                                     | Anthony Peden                                                                 |
| Punktefahren                            | Glen Thompson                                                              | Jukka Heinikainen                                                                 | Colby Pearce                                                                  |
| Team sprint                             | Frankreich Jérôme Hubschwelin Mickaël Bourgain Arnaud Dublé                | Japan Arai Takahiro Isezaki Akihiro Sasaki Yuish                                  | Neuseeland Timothy Carswell Anthony Peden Matthew Sinton                      |
| Zweier-Mannschaftsfahren                | abgesagt                                                                   | abgesagt                                                                          | abgesagt                                                                      |

### Frauen
| Disziplin                               | Siegerin                      | Zweite                   | Dritte                   |
| Moskau – 19. bis 21. Mai                | Moskau – 19. bis 21. Mai      | Moskau – 19. bis 21. Mai | Moskau – 19. bis 21. Mai |
| --------------------------------------- | ----------------------------- | ------------------------ | ------------------------ |
| 500-Meter-Zeitfahren                    | Jiang Cuihua                  | Félicia Ballanger        | Swetlana Grankowskaja    |
| Einerverfolgung                         | Leontien Zijlaard-van Moorsel | Marion Clignet           | Jelena Tschalych         |
| Sprint                                  | Swetlana Grankowskaja         | Félicia Ballanger        | Natalia Markownitschenko |
| Punktefahren                            | Jelena Tschalych              | Marion Clignet           | Antonella Bellutti       |
| Cali, Kolumbien – 26. bis 28. Mai       |                               |                          |                          |
| 500-Meter-Zeitfahren                    | Lyndelle Higginson            | Céline Nivert            | Nancy Contreras          |
| Einerverfolgung                         | Sarah Ulmer                   | Antonella Bellutti       | Alayna Burns             |
| Sprint                                  | Lyndelle Higginson            | Tanya Lindenmuth         | Lori-Ann Muenzer         |
| Punktefahren                            | Alayna Burns                  | Antonella Bellutti       | Mandy Poitras            |
| Mexiko-Stadt, Mexiko – 16. bis 18. Juni |                               |                          |                          |
| 500-Meter-Zeitfahren                    | Nancy Contreras               | Lyndelle Higginson       | Ulrike Weichelt          |
| Einerverfolgung                         | Antonella Bellutti            | Kathryn Watt             | Anouska van der Zee      |
| Sprint                                  | Lyndelle Higginson            | Tanya Lindenmuth         | Jennie Reed              |
| Punktefahren                            | Anouska van der Zee           | Belem Guerrero           | Megan Troxell            |
| Turin, Italien – 14. bis 16. Juli       |                               |                          |                          |
| 500-Meter-Zeitfahren                    | Félicia Ballanger             | Wang Yan                 | Katrin Meinke            |
| Einerverfolgung                         | Marion Clignet                | Sarah Ulmer              | Olga Sljussarewa         |
| Sprint                                  | Félicia Ballanger             | Oxana Grischina          | Natalia Markowintschenko |
| Punktefahren                            | Olga Sljussarewa              | Antonella Bellutti       | Teodora Ruano Sanchón    |
| Ipoh, Malaysia – 11. bis 13. August     |                               |                          |                          |
| 500-Meter-Zeitfahren                    | Katrin Meinke                 | Céline Nivert            | Szilvia Szabolcsi        |
| Einerverfolgung                         | Zhao Haijuan                  | Frances Newstead         | Nadeschda Wlassowa       |
| Sprint                                  | Katrin Meinke                 | Szilvia Szabolcsi        | Lu Yi Wen                |
| Punktefahren                            | Frances Newstead              | Rochelle Gilmore         | Nadeschda Wlassowa       |